# 斯里兰卡蓝鹊
斯里兰卡蓝鹊（学名：Urocissa ornata），是斯里蘭卡特有的鸦科蓝鹊属的物種。全球活动范围约为5,325平方公里。该物种的保护状况被评为易危。
斯里兰卡蓝鹊的平均体重约为196.0克。栖息地包括种植园、亚热带或热带的湿润低地林和亚热带或热带的湿润山地林。